# Dikraneura etiolata
Dikraneura etiolata är en insektsart som beskrevs av Knight 1968. Dikraneura etiolata ingår i släktet Dikraneura och familjen dvärgstritar. Inga underarter finns listade i Catalogue of Life.